# Mackenbach
Mackenbach là một đô thị ở huyện Kaiserslautern, bang Rheinland-Pfalz, phía tây nước Đức. Đô thị Mackenbach có diện tích 3,54 km².